# Opsion laxa
Opsion laxa är en tvåvingeart som först beskrevs av Wu, Wang och Xu 2008.  Opsion laxa ingår i släktet Opsion och familjen svampmyggor. Inga underarter finns listade i Catalogue of Life.